# Cerodontha aberdarensis
Cerodontha aberdarensis är en tvåvingeart som beskrevs av Spencer 1985. Cerodontha aberdarensis ingår i släktet Cerodontha och familjen minerarflugor.
Artens utbredningsområde är Kenya. Inga underarter finns listade i Catalogue of Life.